# Peter Simpson (Fußballspieler, 1945)
Peter Frederick Simpson (* 13. Januar 1945 in Great Yarmouth, Norfolk) ist ein ehemaliger englischer Fußballspieler.

## Leben und Karriere
Simpson begann seine Karriere im Fußball als Zeugwartsgehilfe 1960. 1961 kam er in die Jugendmannschaft des FC Arsenal. Ein Jahr später wurde er Profi. Sein Debüt für die Gunners gab er gegen den Lokalrivalen FC Chelsea am 14. März 1964. Anfangs musste der Mittelfeldspieler nur auf der Bank Platz nehmen, aber ab der Saison 1965/66 wurde er zum Stammspieler in London. Im Sommer 1967 und 1968 wurde er jeweils für wenige Monate an US-amerikanischen Klubs ausgeliehen.
Mit dem FC Arsenal gewann Simpson ein Mal den Messestädte-Pokal, und das englische Double 1971 bestehend aus Meisterschaft und FA Cup. Nach vielen Verletzungen beendete er Anfang 1978 seine Karriere auf der Insel und spielte noch fast zwei Jahre in der North American Soccer League für New England Tea Men, ab April 1980 trat er noch in 15 Pflichtspielen für den FC Hendon in Erscheinung.

### Erfolge
- 1 × englischer Meister mit dem FC Arsenal (1971)
- 1 × englischer Pokalsieger mit dem FC Arsenal (1971)
- 1 × Messestädte-Pokal-Sieger mit dem FC Arsenal (1970)